# 린량쥔
린량쥔(중국어 정체자: 林亮君, 병음: Lín Liàngjūn, 한자음: 임량군,  1989년 12월 25일~)은 중화민국의 정치인으로 제13,14대 타이베이시의회의원이다. 